# Sprinter Nieuwe Generatie
De Sprinter Nieuwe Generatie (afgekort SNG) is een elektrisch aangedreven type treinstel van de Nederlandse Spoorwegen (NS). Het is een CAF Civity, ontworpen en gebouwd door de Spaanse treinbouwer Construcciones y Auxiliar de Ferrocarriles (CAF). Het type is vooral bedoeld om ouder treinmaterieel te vervangen, primair het in 2021 buiten bedrijf gestelde Stadsgewestelijk Materieel. Ook is de aanschaf bedoeld om de verwachte groei van het aantal reizigers op het hoofdrailnet op te vangen.
De Sprinter Nieuwe Generatie heeft net als de Sprinter Lighttrain (SLT) een interieur met veel licht en ruimte. Dit wordt gerealiseerd door het gebruik van jacobsdraaistellen, die brede bakovergangen mogelijk maakten. Door de lage vloer is de trein gemakkelijker toegankelijk voor mindervaliden. De SNG is aan de zijkant onder meer te onderscheiden van de SLT door de schuine witte strepen aan de uiteinden.

## Geschiedenis

### Voorgeschiedenis
In 1983 werden de eerste plannen gemaakt voor de vervanging van het Materieel '64. De bedoeling was om vanaf het begin van de jaren negentig een grote serie stoptreinen in dienst te laten komen, die in een keer het Materieel '64 zouden vervangen. De serie werd bekend als SM '90. Vanaf 1992 bouwde treinbouwer Talbot een kleine proefserie van negen treinstellen, als opmaat naar een grote serie van circa 250 twee- en driewagenstellen. De proefserie was voorzien van voor die tijd nieuwe technieken, zoals computergestuurde besturings- en diagnosesystemen. Deze technieken bleken echter minder betrouwbaar dan voorzien, en daarom werd afgezien van een grote vervolgorder. De serie werd eind 2005 buiten dienst gesteld.
Omdat er behoefte was aan nieuw materieel ter vervanging van het Materieel '64, plaatste NS in 2005 een order voor 35 treinstellen van het type Sprinter Lighttrain. Deze stellen zijn gebaseerd op het Duitse treintype Baureihe 425, maar zijn aangepast voor gebruik op het Nederlandse spoorwegnet. Na het plaatsen van vervolgorders in 2007 en 2009 waren er 131 bestelde treinstellen. Deze stellen bleken niet geheel te voldoen aan de wensen van de NS, zo bleek de trein in de beginfase niet goed tegen winters weer te kunnen. Reizigers en reizigersorganisaties klaagden over het ontbreken van een toilet. Vanwege deze punten werd afgezien van verdere vervolgorders, het laatste treinstel werd geleverd in 2012.
De Sprinter Lighttrain heeft de vierdelige treinstellen van het Materieel '64, Plan T, vervangen; zij gingen tussen 2008 en 2010 buiten dienst. Door het uitblijven van verdere vervolgorders was het niet mogelijk om een deel van de overgebleven tweedelige treinstellen van het Materieel '64, het Plan V, te vervangen.
Naast het uitblijven van extra materieel ter vervanging van het Materieel '64 begonnen rond 2013 een aantal zaken mee te spelen in de vraag naar nieuw treinmaterieel: de reizigersgroei en de onvermijdelijke vervanging van het Stadsgewestelijk Materieel. In de periode 2004-2013 is het aantal reizigers op het Hoofdrailnet met 24% gegroeid. Deze groei is grotendeels te verklaren door een bevolkingstoename, een groter aantal studenten, de gestegen brandstofprijzen en het laten rijden van extra treinen. Doordat studenten net als forenzen met name in de spits reizen, is in de spitsuren de vervoersvraag, en dus de vraag naar rollend materieel, groter.
Na een grondige renovatie in de periode 2003-2009 werd aan het einde van de jaren 2000 begonnen met de plannen voor vervanging van het Stadsgewestelijk Materieel (de eerste generatie Sprinters). Dit materieel is tussen 1975 en 1983 in dienst gesteld, de eerste stellen waren dus in 2015 veertig jaar oud. Omdat de technische levensduur van spoorwegmaterieel gemiddeld 40 jaar is, zijn zij aan vervanging toe.

### Aanbesteding
Om alle zaken op te lossen begon NS in mei 2013 met de aanbesteding voor de Sprinter Nieuwe Generatie. Na een eerste selectieronde bleken in juli 2014 de Franse treinbouwer Alstom en de Spaanse treinbouwer Construcciones y Auxiliar de Ferrocarriles (CAF) nog in de running voor het contract, onder andere het Zwitserse Stadler Rail bleek te zijn afgevallen.
Op 30 oktober 2014 maakte NS bekend dat het Spaanse CAF de aanbesteding voor de Sprinter Nieuwe Generatie gewonnen had. Het contract omvat circa 120 treinstellen, over verdere specificaties werd verder niets bekend gemaakt. Op 5 december 2014 werd bekend dat CAF in totaal 118 treinstellen ging bouwen voor NS. De stellen kwamen vanaf december 2018 in dienst.
Aangezien NS vanaf januari 2017 te maken kreeg met een scherpe groei van het aantal reizigers, doordat de OV-studentenkaart uitgebreid werd met mbo-scholieren onder de 18 jaar, had de NS snel behoefte aan extra materieel. Omdat de treinstellen van CAF pas in 2018 in dienst zouden komen, deed NS tegelijkertijd een spoedorder bij de Zwitserse fabrikant Stadler Rail voor 58 FLIRT-treinstellen, die vanaf 2016 geleverd werden.
Eind 2018 maakte NS bekend een vervolgorder bij CAF te hebben geplaatst voor 88 treinstellen Sprinter Nieuwe Generatie (50 drie- en 38 vierwagenstellen), met een totale waarde van 400 miljoen euro. Het laatste treinstel daarvan kwam in mei 2023 in dienst.

### Tussen bestelling en bouw
Tussen 13 en 20 maart 2015 gaf NS de mogelijkheid aan reizigers en personeelsleden om mogelijke interieurs te kiezen. Bij een proefopstelling te Rotterdam Centraal konden belangstellenden een keuze maken uit drie verschillende interieurs, met stoelen voor de eerste en tweede klasse en klapstoelen. 

Stoeltype A: de Regio+ van het Tsjechische Borcad
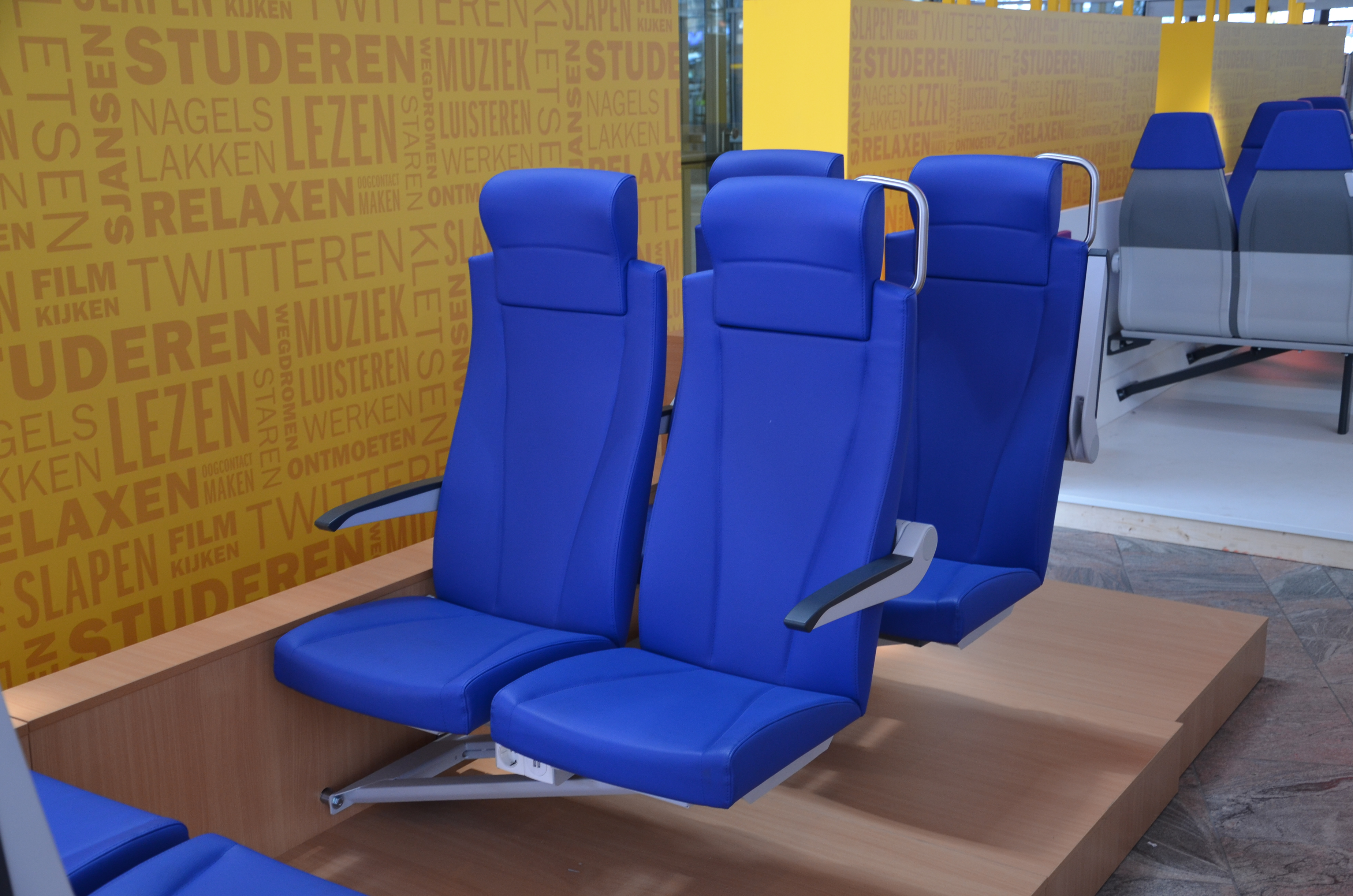
2e klas
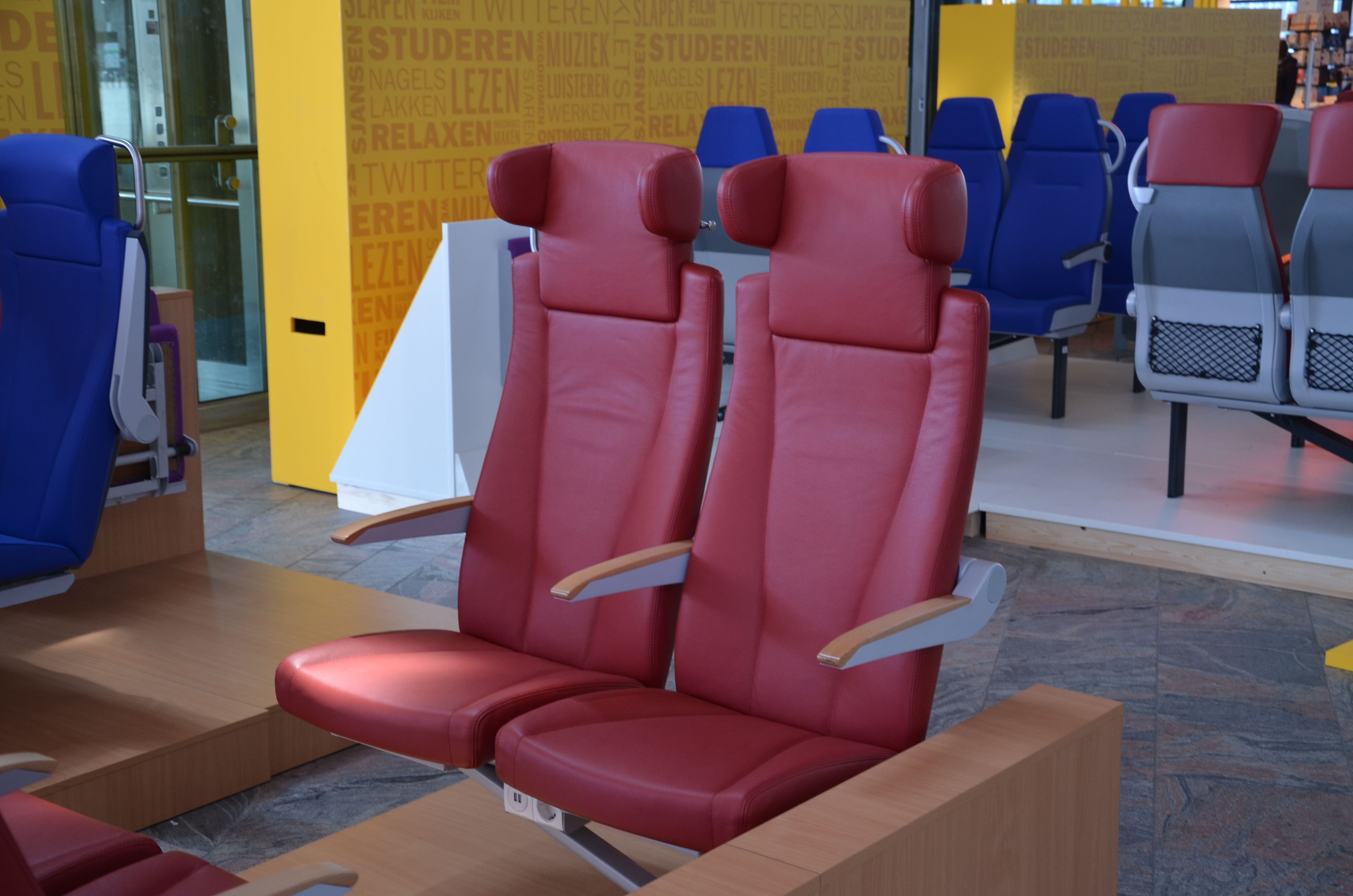
1e klas

Stoeltype B: De MATCH G2 van het Duitse Kiel Sitze
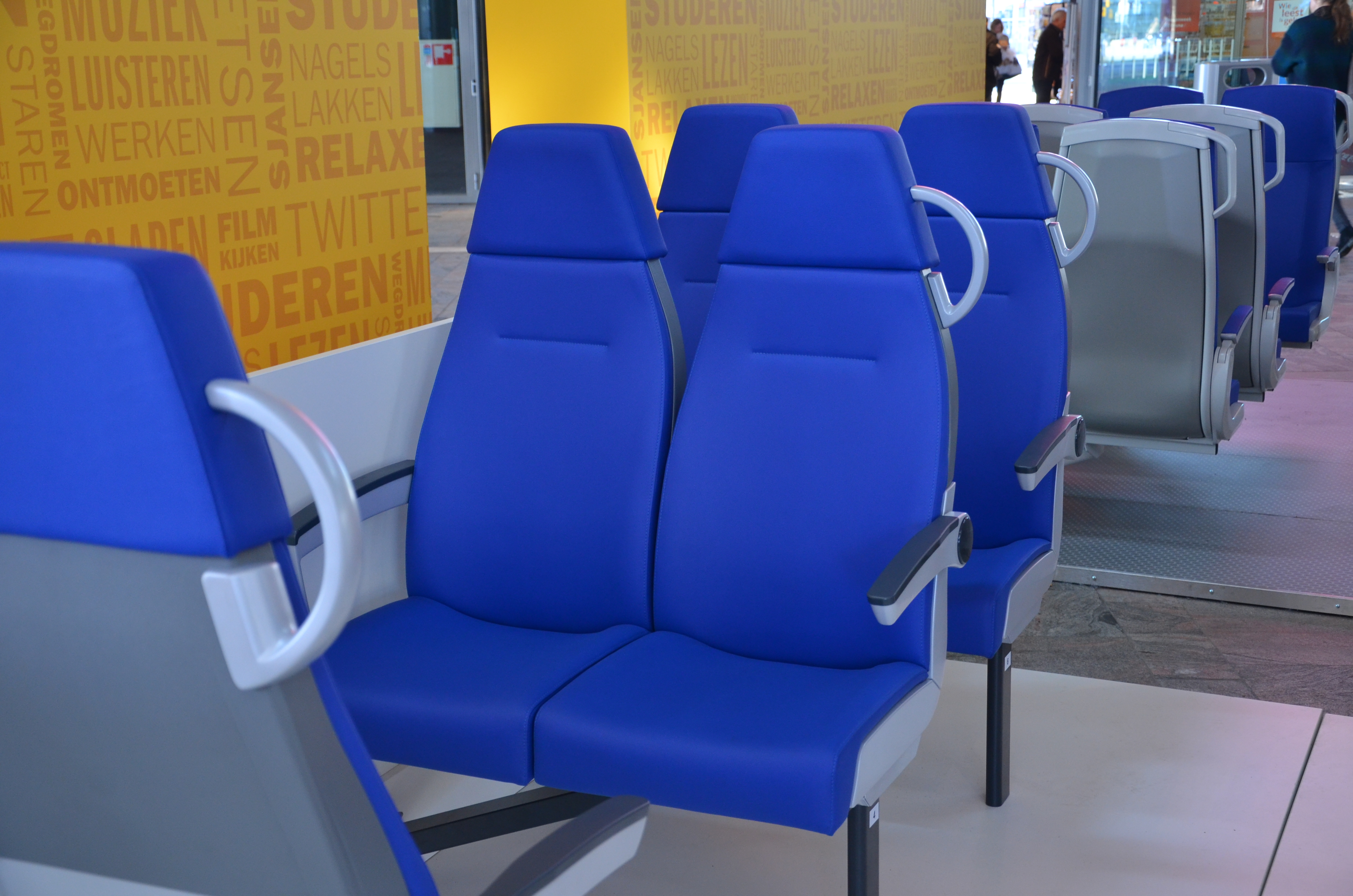
2e klas
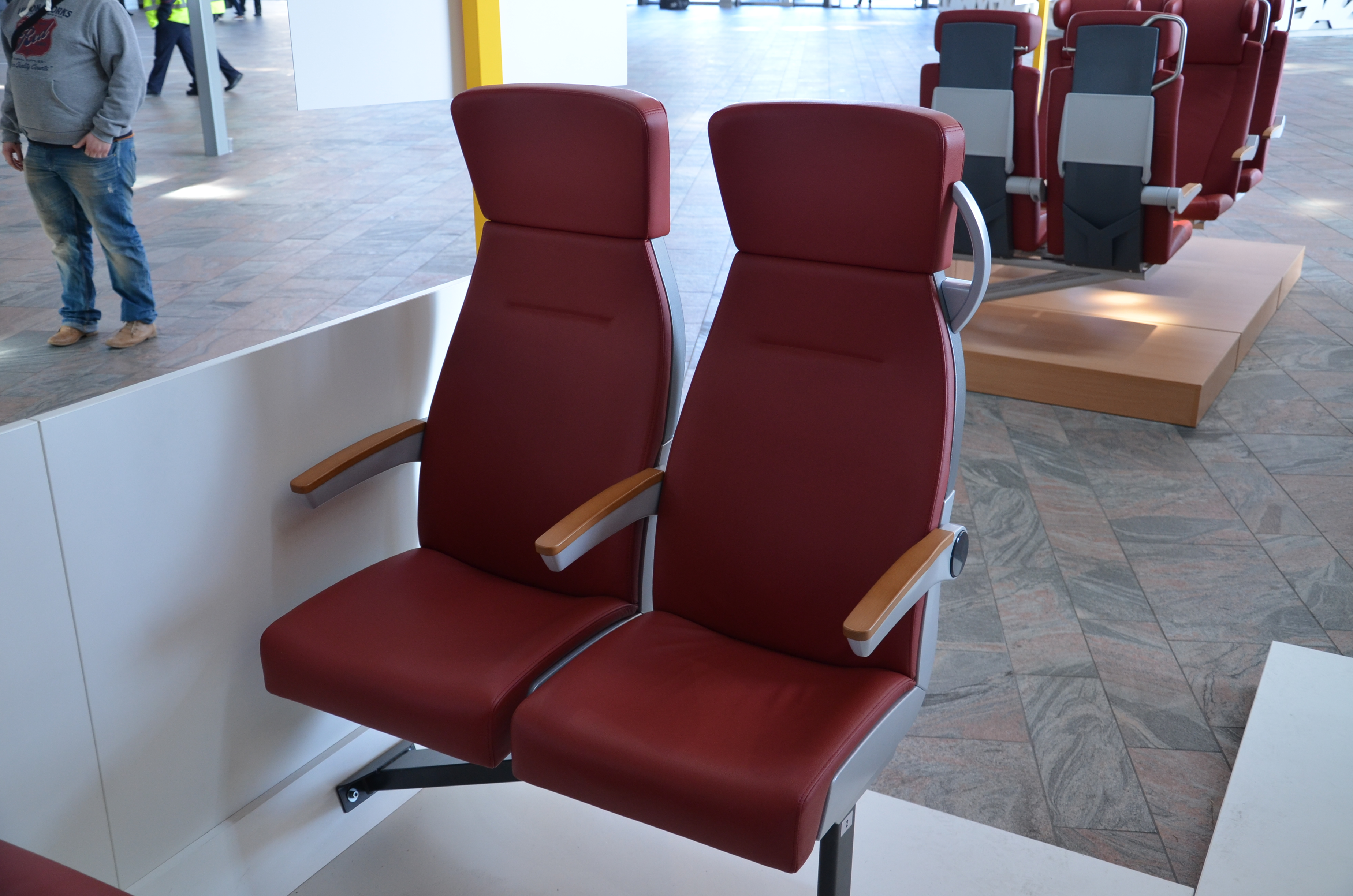
1e klas

Stoeltype C: de Sophia van het Spaanse Fainsa
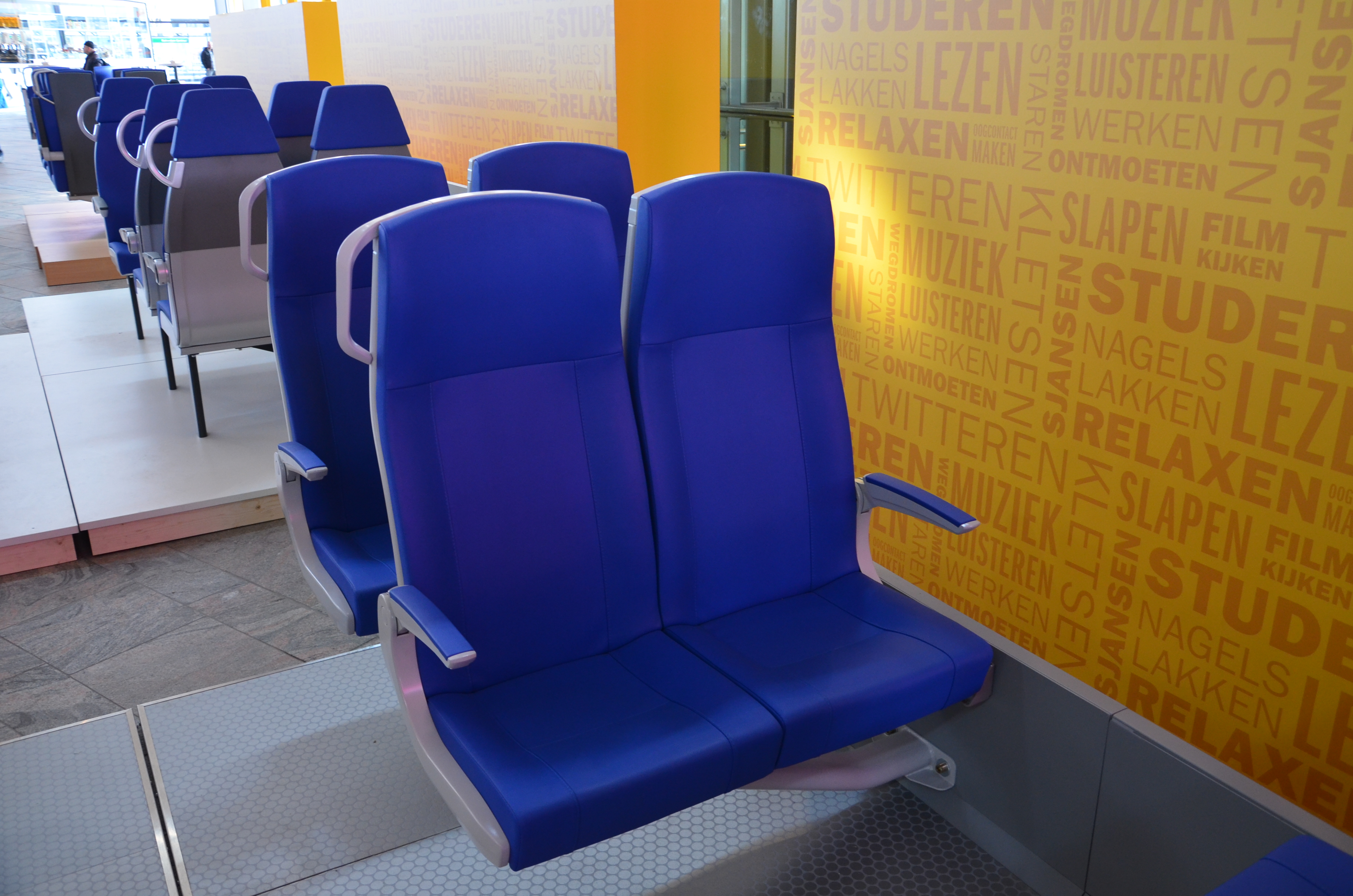
2e klas
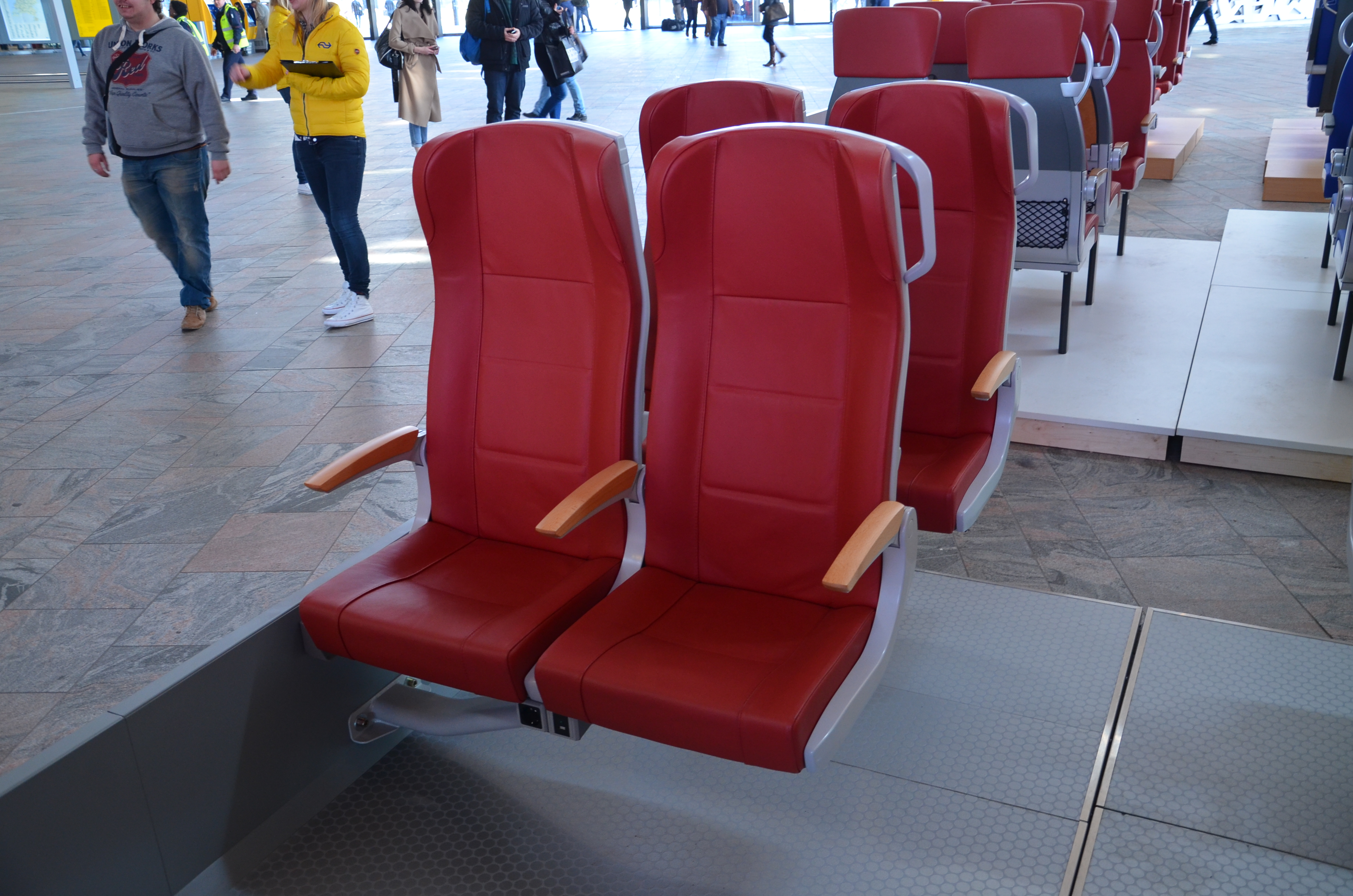
1e klas

De resultaten hiervan zijn een belangrijke factor geweest voor de interieurkeuzes bij de nieuwe Sprinters. Type A is toegepast in de NS FLIRT terwijl type C de uiteindelijke keuze is geworden voor de SNG.
Eind september 2015 kregen vertegenwoordigers van belangenorganisaties zoals Rover de mogelijkheid om in Spanje een model van de nieuwe Sprinter Nieuwe Generatie te bezichtigen. NS bleek voor het interieur C uit de proefstelling te hebben gekozen, met Sophia-stoelen van het Spaanse Fainsa en paarse klapstoelen.

## Ongeval
Treinstel 2304 was op 22 mei 2020 onderweg richting Assen toen deze om 16.03 uur in botsing kwam met een trekker op een niet-beveiligde overweg nabij Hooghalen. De 58-jarige machinist uit Zwolle overleefde het ongeluk niet. Als reactie op dit ongeluk besloot de NS om de 'fronten' (de voorkant van de trein) van donkerblauw naar NS-geel te veranderen, dit om de treinen beter zichtbaar te maken. In mei 2021 verscheen treinstel 2741 als eerste met een gele kop, in augustus 2022 werd het laatste treinstel geel gespoten. Dit gebeurde in de werkplaats Zaanstraat te Amsterdam.

## Beschrijving

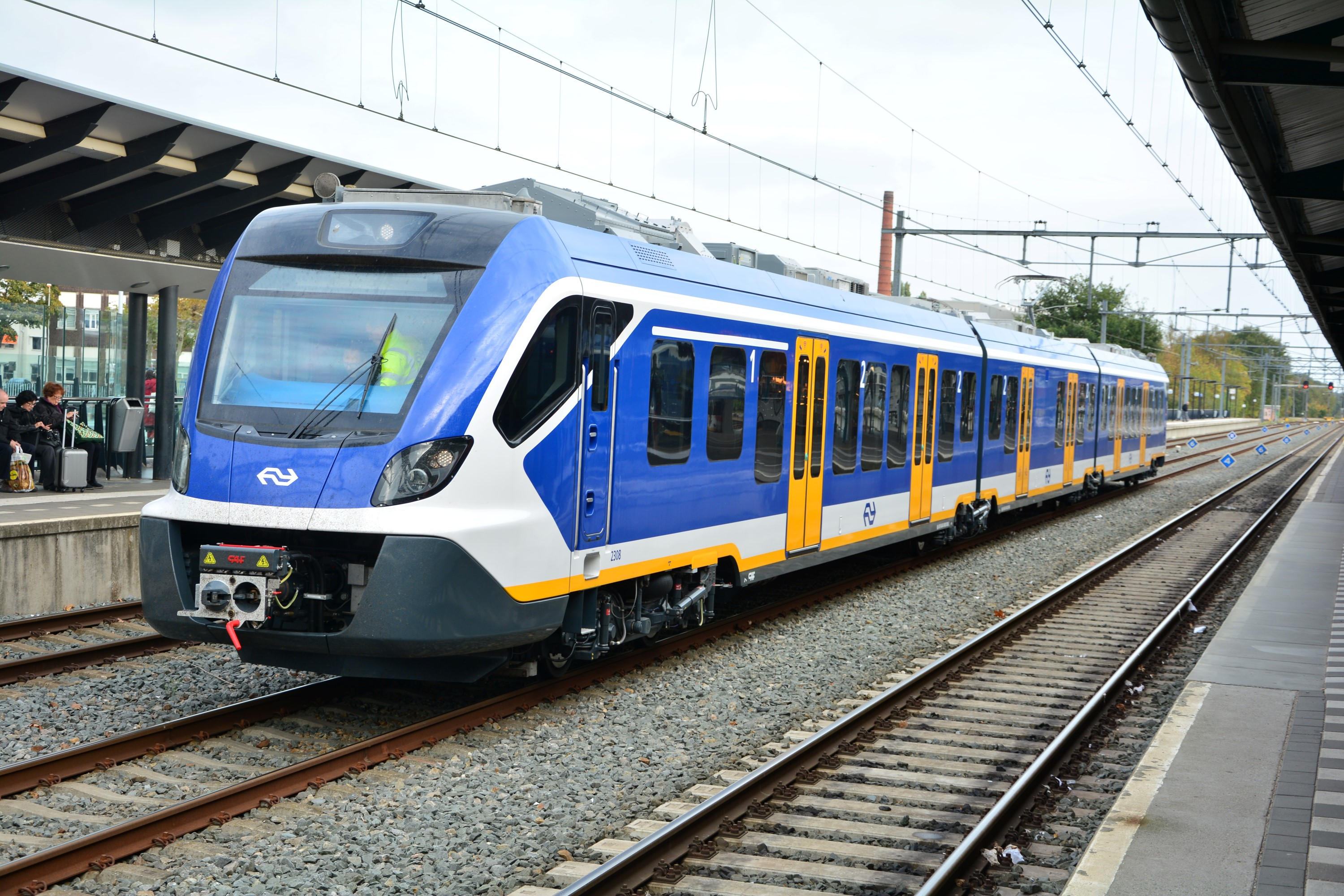
Driewagenstel op station Apeldoorn
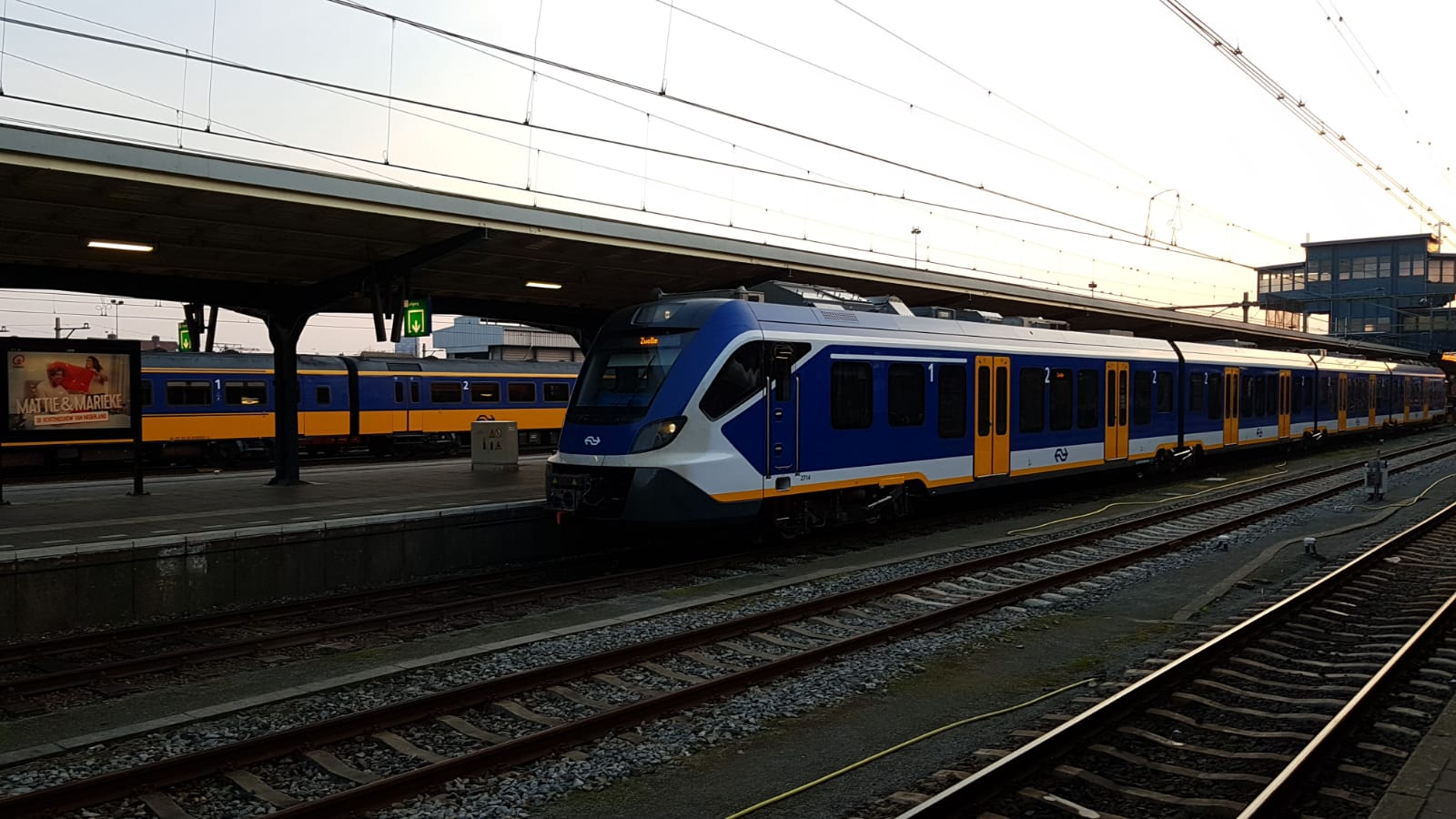
Vierwagenstel op station Groningen
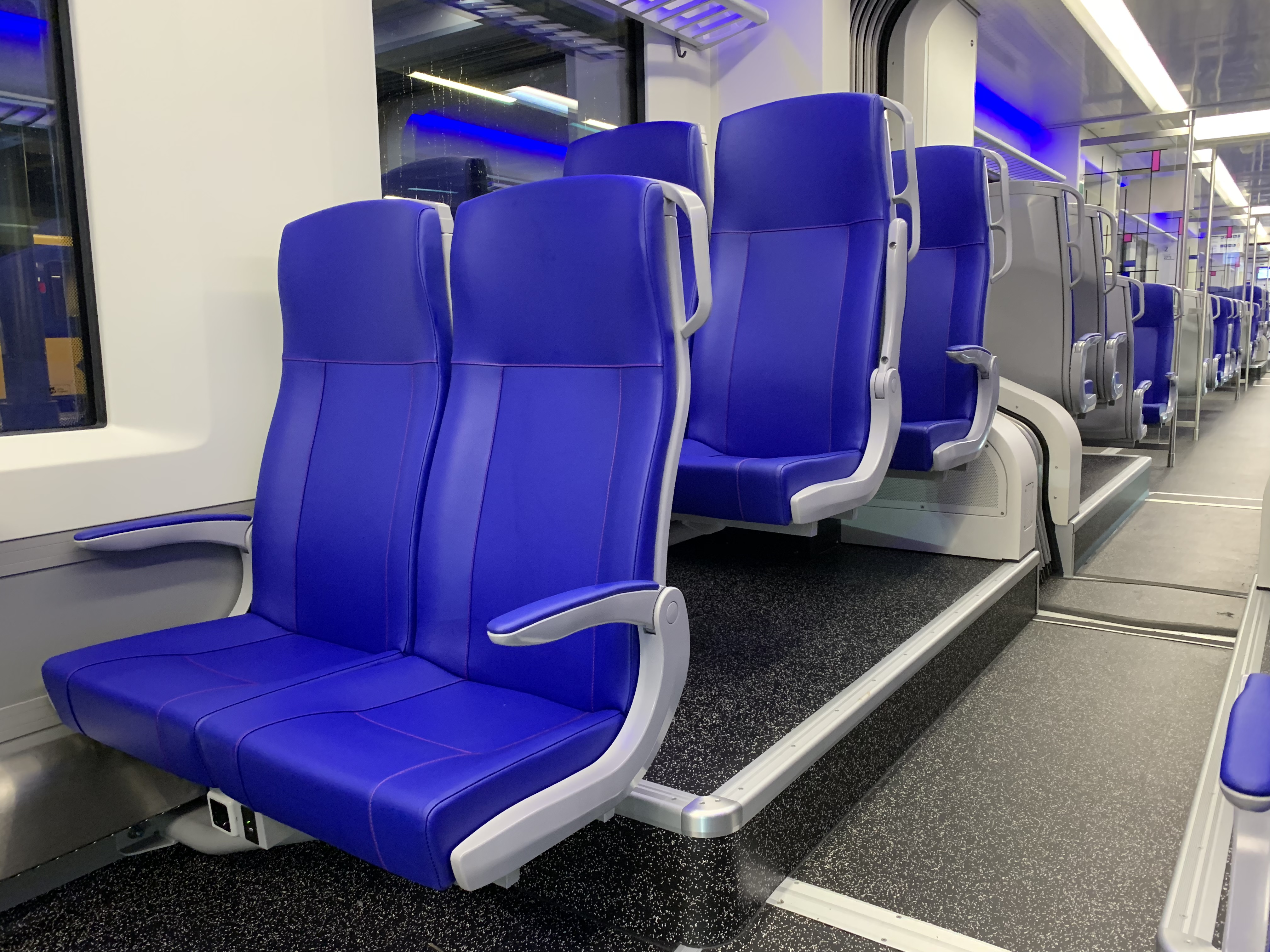
Interieur 2e klas met stoeltype Fainsa Sophia.
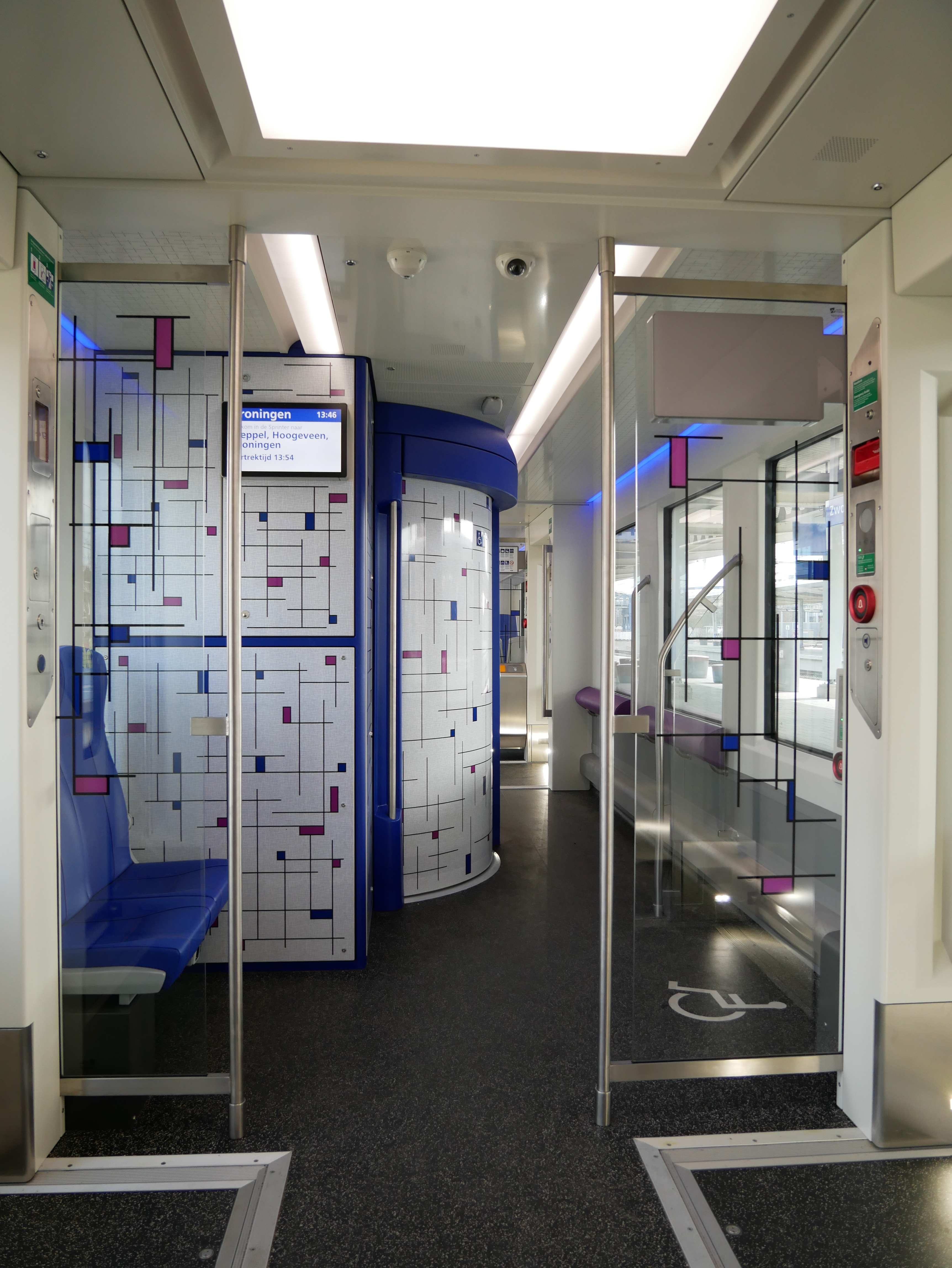
Toilet en ruimte voor rolstoelen
Contactdoos en USB-poort

De treinen hebben drie of vier bakken, die rusten op Jacobsdraaistellen. Hierdoor hebben de treinen brede bakovergangen, zoals ook veel voorkomt bij metro's en trams. Dit zorgt voor een betere verdeling van de passagiers in de trein, en een groter gevoel van veiligheid bij de reizigers, door het verbeterde overzicht in de trein. De vloer komt op dezelfde hoogte als de perrons, waardoor de bakken gemakkelijker toegankelijk zijn. De bakken zijn uitgerust met uitschuifbare treeplanken, waardoor rolstoelgebruikers met weinig moeite naar binnen kunnen.
De treinen worden voorzien van ATB-EG, het traditionele beveiligingssysteem op het Hoofdrailnet, en het Europese beveiligingssysteem ETCS, waardoor de treinen ook in de toekomst kunnen blijven rijden op het Nederlandse spoor.
De elektrische installatie voor deze treinen wordt door Mitsubishi Electric Corporation geleverd.

### Interieur
De treinen zijn voorzien van rolstoeltoegankelijke toiletten. Deze ontbraken geruime tijd in de Sprinter Lighttrain, hetgeen leidde tot publieke ophef en een motie in de Tweede Kamer. Als gevolg hiervan is in de concessie voor het Hoofdrailnet voor de periode 2015-2025 opgenomen dat nieuwe treinen voorzien moeten zijn van toiletten. Elke trein heeft verder speciale ruimtes voor rolstoelen en vouwfietsen.
De treinen zijn voorzien van stopcontacten en USB-aansluitingen voor de eerste en de tweede klasse. Door het gebruik van zekeringen wordt verzekerd dat reizigers niet te veel stroom verbruiken, en de trein goed blijft functioneren.

## Inzet dienstregeling 2025
Inzet geldig vanaf 15 december 2024.
| Serie | Treinsoort     | Route | Bijzonderheden |
| ----- | -------------- | --- | --- |
| 3700  | Intercity (NS) | Amsterdam Centraal – Purmerend – Hoorn – Enkhuizen                                                                                    | Stopt niet in Zaandam. Rijdt alleen in de spits in de spitsrichting, rijdt niet op vrijdag. |
| 4100  | Sprinter (NS)  | Hoofddorp – Schiphol Airport – Zaandam – Purmerend – Hoorn – Hoorn Kersenboogerd                                                      | |
| 4800  | Sprinter (NS)  | Amsterdam Centraal – Haarlem – Alkmaar – Hoorn                                                                                        | Rijdt vanaf 20:00 uur één keer per uur tussen Alkmaar en Hoorn. |
| 4600  | Sprinter (NS)  | Amsterdam Centraal – Weesp – Almere Centrum – Almere Buiten – Almere Oostvaarders                                                     | Rijdt niet na circa 20:00 uur, op zaterdag voor circa 9:00 uur en op zondag voor circa 10:00 uur. |
| 4900  | Sprinter (NS)  | Utrecht Centraal – Hilversum – Almere Centrum                                                                                         | Stopt niet in Hilversum Media Park en Bussum Zuid. Stopt van maandag t/m vrijdag tussen circa 6:30 en 20:00 uur, op zaterdag tussen circa 10:00 en 20:00 uur en op zondag tussen circa 11:00 en 20:00 uur niet te Hollandsche Rading. Wordt in combinatie gereden met SLT. |
| 5000  | Sprinter (NS)  | Den Haag Centraal – Den Haag HS – Delft – Schiedam Centrum – Rotterdam Centraal – Rotterdam Blaak – Rotterdam Lombardijen – Dordrecht | Rijdt niet na 20:00 uur en in het weekend. |
| 5100  | Sprinter (NS)  | Den Haag Centraal – Den Haag HS – Delft – Schiedam Centrum – Rotterdam Centraal – Rotterdam Blaak – Rotterdam Lombardijen – Dordrecht | |
| 5200  | Sprinter (NS)  | Den Haag Centraal – Den Haag HS – Delft – Schiedam Centrum – Rotterdam Centraal – Rotterdam Blaak – Rotterdam Lombardijen – Dordrecht | Rijdt enkel van maandag tot en met donderdag tot circa 19:00 uur. |
| 5300  | Sprinter (NS)  | Amersfoort Centraal – Nijkerk – Harderwijk                                                                                            | Rijdt alleen tijdens de spits van maandag t/m donderdag. Rijdt alleen in de spits richting. Stopt niet in Amersfoort Schothorst, Amersfoort Vathorst, Putten en Ermelo. |
| 5600  | Sprinter (NS)  | Utrecht Centraal – Utrecht Overvecht – Amersfoort Centraal – Zwolle                                                                   | |
| 5700  | Sprinter (NS)  | Utrecht Centraal – Hilversum – Weesp – Amsterdam Zuid – Schiphol Airport – Hoofddorp – Leiden Centraal                                | Rijdt niet na 20:00 uur. Rijdt vrijdag en in het weekend niet tussen Hoofddorp en Leiden Centraal. Wordt in combinatie gereden met SLT. |
| 5800  | Sprinter (NS)  | Amersfoort Vathorst – Amersfoort Centraal – Hilversum – Weesp – Amsterdam Centraal                                                    | Rijdt in de vroege ochtend en na 22:30 uur niet tussen Amersfoort Vathorst en Amersfoort Centraal. |
| 5900  | Sprinter (NS)  | Dordrecht – Roosendaal | Rijdt na 20:00 uur en in het weekend 1x/uur. |
| 6100  | Sprinter (NS)  | Zwolle – Meppel – Assen – Groningen                                                                                                   | |
| 6200  | Sprinter (NS)  | Groningen – Assen | Rijdt alleen in de spits van maandag t/m donderdag. |
| 6500  | Sprinter (NS)  | Roosendaal – Bergen op Zoom – Goes – Middelburg – Vlissingen                                                                          | Rijdt doordeweeks 1x per uur. Rijdt niet 's avonds en in het weekend. |
| 7000  | Sprinter (NS)  | Apeldoorn – Deventer – Almelo – Hengelo – Enschede                                                                                    | Rijdt in de spits van/naar Enschede |
| 7300  | Sprinter (NS)  | Breukelen – Utrecht Centraal – Driebergen-Zeist – Veenendaal Centrum – Rhenen                                                         | |
| 7400  | Sprinter (NS)  | Uitgeest – Zaandam – Amsterdam Centraal – Breukelen – Utrecht Centraal – Driebergen-Zeist                                             | Rijdt alleen tijdens de brede spitsuren, waarbij net na de ochtendspits en net vóór de middagspits enkel tussen Uitgeest en Utrecht Centraal v.v. wordt gereden. Wordt in combinatie gereden met SLT.                                                                      |
| 7600  | Sprinter (NS)  | Wijchen – Nijmegen – Arnhem Centraal – Dieren – Zutphen                                                                               | 's Avonds na 20:00 uur en op zondag wordt er niet tussen Nijmegen en Wijchen v.v. gereden en wordt 1x per uur gereden tussen Arnhem Centraal en Zutphen v.v. Wordt in combinatie gereden met NS FLIRT.                                                                     |
| 8100  | Sprinter (NS)  | Hoofddorp – Schiphol Airport – Amsterdam Sloterdijk – Amsterdam Centraal                                                              | Rijdt onder de formule Airport Sprinter. |
| 8200  | Sprinter (NS)  | Hoofddorp – Schiphol Airport – Amsterdam Sloterdijk – Amsterdam Centraal                                                              | Rijdt onder de formule Airport Sprinter. |
| 8300  | Sprinter (NS)  | Hoofddorp – Schiphol Airport – Amsterdam Sloterdijk – Amsterdam Centraal                                                              | Rijdt onder de formule Airport Sprinter. Rijdt niet na 21:00 uur. |
| 8400  | Sprinter (NS)  | Hoofddorp – Schiphol Airport – Amsterdam Sloterdijk – Amsterdam Centraal                                                              | Rijdt onder de formule Airport Sprinter. Rijdt niet na 21:00 uur. |
| 9000  | Sprinter (NS)  | Leeuwarden – Meppel – Zwolle – Lelystad Centrum                                                                                       | Rijdt na 20:00 uur en in het weekend 1x/uur tussen Leeuwarden en Zwolle. Rijdt na 21:00 uur 1x/uur op het hele traject. |